# 利根川進
利根川 進（とねがわ すすむ、1939年〈昭和14年〉9月5日 - ）は、日本の生物学者。マサチューセッツ工科大学教授（生物学科、脳・認知科学科）、ハワード・ヒューズ医学研究所研究員、理化学研究所脳科学総合研究センターセンター長、理研-MIT神経回路遺伝学研究センター長。京都大学名誉博士。学位はPh.D.（カリフォルニア大学サンディエゴ校）。
1987年、V(D)J遺伝子再構成による抗体生成の遺伝的原理の解明によりノーベル生理学・医学賞を受賞した。分子生物学と免疫学にそのバックグラウンドを持つが、近年は、脳科学・神経科学にもその関心を広げ、Cre-loxPシステムを用いたノックアウトマウスの行動解析等による研究で成功を収めている。

## 経歴

### 生い立ち
父は機械工学のエンジニアで天満織物（現シキボウ）に勤めており、当時家族は大阪に住んでいたが、進は母の実家・愛知県名古屋市で生まれる。利根川家はもともと備後国（現在の広島県東部）福山藩の家臣で、曾祖父・利根川浩は福山誠之館中学（現広島県立福山誠之館高等学校）の2代目校長などを務めたが、跡取りの男児が無く、同じ福山藩の家臣だった岡本家から養子を迎えた。実祖父・利根川守三郎は、電子技術総合研究所（現産業技術総合研究所）の二代目所長や電子情報通信学会初代会長を歴任した電気工学の権威だった。生後数ヶ月から大阪で育ち、小学校と中学校の頃は引っ越し続き。父が地方の工場長になり、1947年小学校1年生から1952年中学校1年生まで富山県上新川郡大沢野町（現在の富山市）で、中学2年生までは愛媛県西宇和郡三瓶町（現在の西予市）で過ごした。中学2年生の終わりに兄と一緒に東京の叔父の家に預けられ、1958年、東京都立日比谷高等学校を卒業。父の勉も日比谷高校出身。高校では生物を取らず、生物の知識はほとんどなく、人間の体がみな細胞でできていることは大学に入り、一般教養の生物を取るまでは知らず、友達に話したところ馬鹿にされた。
YMCA予備校で一浪の末1959年、京都大学理学部に入学。元京都大学総長である尾池和夫とクラスメートであった。京都大学では、三年からの専門課程に化学科を選ぶ。当時の利根川はサラリーマンになる気がなく大学に残ることを考えていた。そのため、化学科の中でどの教室を選ぶかが重要になるが、化学は有機にしろ無機にしろ既にできあがった学問であり自分がやることは残っておらず魅力はないと考えたためにやりたいことがなく悩む。安保闘争の後で、資本家のために一生働くのはつまらんという友達の影響で、ノンポリではあったが彼らの言うことももっともだと思うようになりデモにも参加。1960年6月15日に樺美智子の死の後には、京都から上京。国会議事堂の前に立つ。その後、化学科の中にあった生物科学教室で大学院の博士課程を終えたばかりで研究室に残っていた山田という人物に出会い、マーシャル・ニーレンバーグの遺伝暗号解読の話を知り、生物現象を化学的に研究することに興味を持つ。1963年、京都大学理学部化学科卒業。

### 研究者として
同年四月、同大学院理学研究科に進学、同大学ウイルス研究所の渡辺格に師事するものの、渡辺の薦めもあり中退して、分子生物学を研究するため1963年、設立されたばかりのカリフォルニア大学サンディエゴ校へ留学。1968年、カリフォルニア大学サンディエゴ校博士課程修了。Ph.D. in molecular biology。1969年、米ソーク研究所・ダルベッコ研究室でポスト・ドクター研究員。1971年、バーゼル免疫学研究所（スイス）の主任研究員。1981年、マサチューセッツ工科大学生物学部およびがん研究所教授。
- 1987年 免疫グロブリンの特異な遺伝子構造を解明した功績によりノーベル生理学・医学賞を受賞した[3]。
- 1994年 マサチューセッツ工科大学ピカウア学習・記憶研究センター所長。
- 2005年 独立行政法人沖縄科学技術研究基盤整備機構運営委員。
- 2006年 MIT内の他研究所の教官公募に際して、研究内容が競合しているという理由により、女性研究者に辞退を迫るメールを出したことが問題視され告発された。MITの内部調査は、不適切な内容を認めつつも女性差別の証拠はなかったと報告している。2006年を最後に、ピカウア学習・記憶研究センター所長の職を辞している。
- 2009年 理化学研究所脳科学総合研究センターセンター長。
- 2011年11月 学校法人沖縄科学技術大学院大学学園理事就任。

## 受賞・栄典
- 1980年 - ウォーレン賞
- 1981年
  - 朝日賞[9]
  - アベリー・ラントシュタイナー賞[10]
- 1982年 - ルイザ・グロス・ホロウィッツ賞（1983年ノーベル医学賞受賞者のバーバラ・マクリントックと共同受賞）
- 1983年
  - ガードナー国際賞
  - 文化功労者
- 1984年 - 文化勲章
- 1986年 - ロベルト・コッホ賞
- 1987年
  - アルバート・ラスカー基礎医学研究賞
  - ノーベル生理学・医学賞
- 1988年 - 木原賞
- 1990年 - 新潮学芸賞（立花隆との共著『精神と物質－分子生物学はどこまで謎を解けるのか」）

## 主要論文
- 『Evidence for somatic rearrangement of immunoglobulin genes coding for variable and constant regions.』 PNAS 1976 73 (10), p3628-3632, doi:10.1073/pnas.73.10.3628
- 利根川進, 「免疫認識の分子生物学」『蛋白質核酸酵素』 32(3), p239-250, 1987-03, NAID 40002330949
  - 利根川進, 「免疫認識の分子生物学(昭和61年度例会講演要旨)」『日本育種学会・日本作物学会北海道談話会会報』 1987年 27巻 p.52-, doi:10.20751/hdanwakai.27.0_52_2
- 利根川進, 『「出るくぎは打つな」の社会を (日本の独創性を問う<特集>)』 科学朝日 47(8), p62-65, 1987-08, NAID 40000401411
- 利根川進, 「脳の研究で人の心を理解できるのか」『学術の動向』 7巻 7号 2002年 p.53, doi:10.5363/tits.7.7_53
- 『利根川進博士が進める新たな脳科学研究』 現代化学 (461), 28-30, 2009-08, NAID 40016655307

## 著作
- 『私の脳科学講義』岩波新書 2001年 ISBN 978-4004307556

## 共著
- 『生命に挑む 利根川進・花房秀三郎の世界 ―官・学識者が紙上討論!―』 日刊工業新聞社 1988.2 ISBN 978-4526023156
- 『精神と物質 ―分子生物学はどこまで生命の謎を解けるか―』（立花隆対談）文藝春秋・1990年 のち文庫 ISBN 978-4167330033
- 『脳の中身が見えてきた』 甘利俊一,伊藤正男共著 岩波書店 2004.9 ISBN 978-4000065993
- 『つながる脳科学 「心のしくみ」に迫る脳研究の最前線』 講談社ブルーバックス 2016.11 ISBN 978-4062579940

## 家族

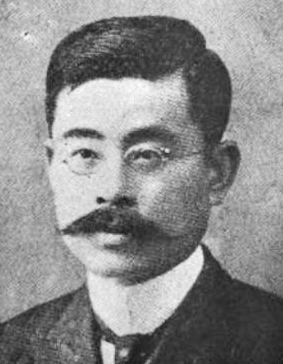
祖父の利根川守三郎

- 曽祖父の利根川浩（1851-1932）は、東京師範学校出身の教育者で、福山誠之館はじめ各地で教師・校長を務めた[11]。
- 祖父の利根川守三郞（1873年生）は広島県士族岡本量藏の三男として生まれ、19歳のとき、当時秋田県尋常師範学校長だった利根川浩の養子となり、東京帝国大学工科大学卒業後、逓信局に入り、海外留学生制度により欧米で学び、電気試験所長を務めたのち、古河電気工業重役となった[12][13]。電子情報通信学会初代会長なども務めた[14]。
- 父親の利根川勉（1910年生）はその次男で京都大学機械科卒業後、天満織物（現シキボウ）入社[15]。
- 妻の吉成真由美（1953年生）は、津田塾大学、マサチューセッツ工科大学（脳および認知科学学部）、ハーバード大学大学院修士課程（心理学部脳科学専攻）修了のサイエンスライター[16]。NHKのディレクターを務め、特集番組『21世紀は警告する』で利根川と知り合って結婚した（利根川は再婚）[17]。父は京葉銀行頭取を務めた吉成儀。
- 真由美との間に米国生まれの二男一女があり、長男はノーベル賞授賞式の記者会見にも同席した[18]。次男は18歳のときMITの学生寮でヘリウム自死した[17][19]。

## 関連書籍
- 『男の生き方40選・下』 城山三郎、1995年3月、ISBN 4167139219
- 「私の履歴書」 日本経済新聞連載 2013年10月